# Marius Sophus Frederik Hedemann

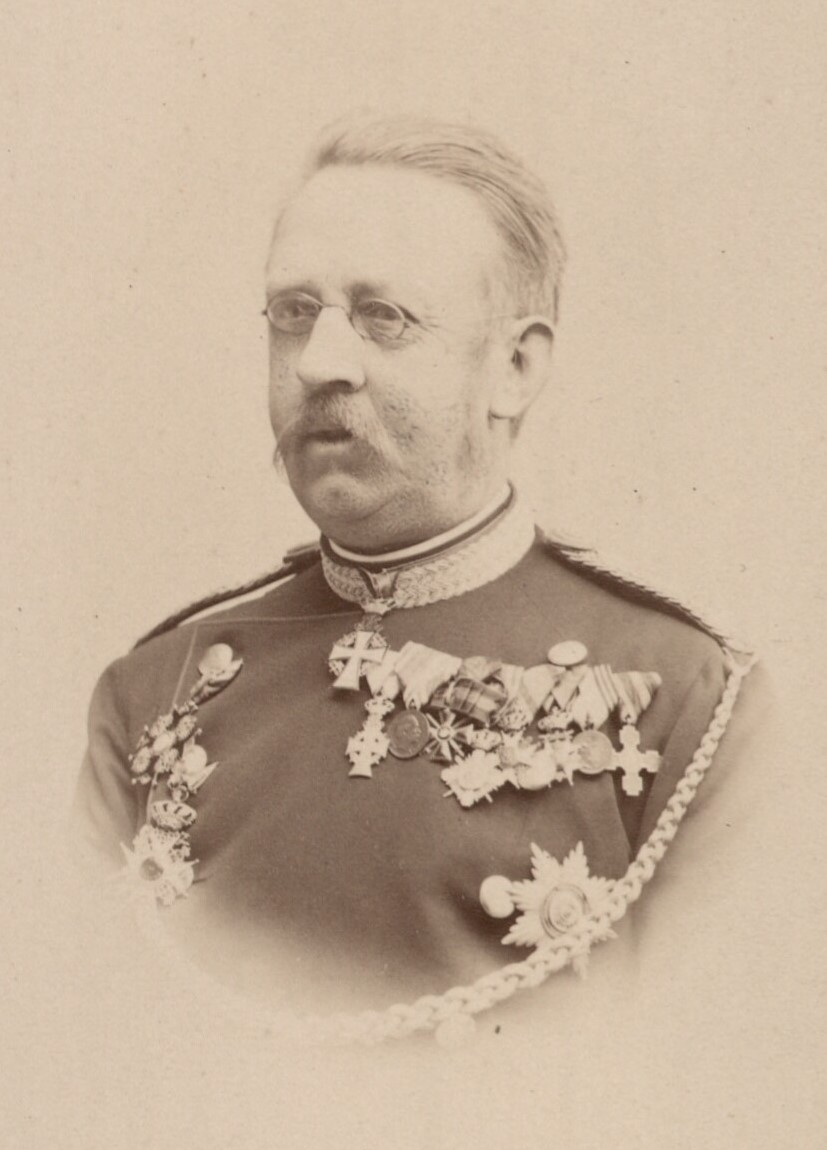
M.S.F. Hedemann.

Marius Sophus Frederik Hedemann, född i Köpenhamn den 21 januari 1836, död där den 24 juni 1903, var en dansk officer, son till Hans Hedemann. 
Hedemann blev sekundlöjtnant 1852, 1863 adjutant vid andra divisionsstaben och utmärkte sig under Dybbøls försvar och slaget den 18 april 1864. Samma år avancerade han till premiärlöjtnant och kapten. 
1868 kom han i tjänst vid Krigsministeriet och blev från 1870 tillika adjutant hos ministern, samt året efter adjutant hos kung Kristian IX. 1876 anställdes Hedemann vid Livgardet, var maj–november 1877 attacherad vid det ryska högkvarteret på Balkanhalvön.
Han utnämndes 1880 till överstelöjtnant och chef för 23:e bataljonen. 1885 blev han överste i generalstaben och chef för dennas taktiska avdelning, samma år kammarherre och 1889 chef för sjätte regementet i Odense.
Denna stad representerade han i Folketinget 1887–92 (Højre), medan han 1893 utnämndes till kungavald medlem av Landstinget samt till generalmajor och chef för den fynska brigaden. 1896 blev Hedemann chef för generalstaben och 1901 generallöjtnant och chef för första generalkommandot.